# Evald Lidén
Bror Per Evald Lidén, född 3 oktober 1862 i byn Sandared i Sandhults socken i Älvsborgs län, död 11 oktober 1939 i Göteborg, var en svensk språkvetare.
Evald Lidén var son till lantbrukaren och bokhållaren Gustaf Petersson Lidén och hans hustru Sissa Björnsdotter. År 1903 gifte han sig med Agda Leman i Mosaiska församlingen i Göteborg. Hon var dotter till Philip Leman.
Lidén blev inskriven vid Uppsala universitet 1883, docent i indoeuropeisk språkvetenskap 1895 och professor vid Göteborgs högskola 1899. Han var en typisk ordforskare (etymolog). Ljudhistoriska frågor och morfologiska problem behandlas endast när etymologierna kräver det. Syntaxen lyser helt med sin frånvaro liksom stilistik. Forskningen var utpräglat pragmatisk och historiskt inriktad. 
Lidén hade ett stort intresse för ortnamnsforskning, folkminnesforskning och bygdeforskning. Han kände stor samhörighet med den svenska allmogen. Han var ordförande i styrelsen för Göteborgs och Bohusläns fornminnesförening från 1913. Det var till stor del hans förtjänst att ett institut för ortnamns- och dialektforskning år 1917 kunde bildas i Göteborg. Även Institutet för folkminnesforskning har att tacka för hans insatser. 
Lidén blev filosofie hedersdoktor i Uppsala 1907 och i Köpenhamn 1929. Han blev ledamot av Vetenskapsakademien 1926 och var även ledamot av flera andra akademier och lärda sällskap, exempelvis Gustav Adolfs Akademien för svensk folkkultur, Vetenskaps-Societeten i Uppsala, Vetenskaps- och Vitterhetssamhället i Göteborg, Humanistiska Vetenskapssamfundet i Uppsala, Humanistiska Vetenskapssamfundet i Lund, Danske Videnskabernes Selskab i Köpenhamn och Det Norske Videnskaps-Akademi i Oslo.
Lidén tillhörde i Göteborg det så kallade Lördagslaget, som samlades om lördagarna bland annat för att dryfta politiska frågor. Sällskapet räknade även bland andra Henrik Almstrand, Leonard Jägerskiöld, Ernst Hagelin, Otto Sylwan, Ludvig Stavenow, Erik Björkman, Axel Romdahl, Otto Lagercrantz, Axel Nilsson, Erland Nordenskiöld, Gösta Göthlin, Albert Lilienberg och Peter Lamberg. 
Lidén är begravd på Östra  kyrkogården i Göteborg.  Gravplatsen har emellertid återtagits.